# Sandgrube Exter
Die Sandgrube Exter ist ein Naturschutzgebiet mit einer Größe von etwa 2,2 ha in der zum Kreis Herford gehörenden Stadt Vlotho, Ortsteil Exter. Das Gebiet wird mit der Nummer HF-036 geführt und befindet sich in unmittelbarer Nähe zum Naturschutzgebiet Salze-Glimketal.  Es ist das kleinste Naturschutzgebiet des Kreises Herford (Stand 2011) und schützt einen Lebensraum in einer ehemaligen Sandgrube. Hier hat sich ein Komplex aus Gehölzern (Erlen und Weiden), Brachflächen (u. a. Pionierrasen, Zwergbinserasen), Wald (Eichen, Buchen) und einem Stillgewässer entwickelt. Insbesondere die im Ravensberger Land seltenen nährstoffarmen Böden haben zur für diese Region seltenen Vegetation geführt.